# Best Friend (film, 2020)
Pour les articles homonymes, voir Best Friend.
Pour plus de détails, voir Fiche technique et Distribution.
Best Friend (hangeul : 이웃사촌 ; RR : Yiwootsachon, litt. « Cousin voisin ») est une comédie dramatique sud-coréenne co-écrite et réalisée par Lee Hwan-kyeong (en), et sortie en 2020 en Corée du Sud.
Elle totalise 425 000 entrées au box-office sud-coréen de 2020.

## Synopsis
Dès son arrivée dans le pays avec ses coéquipiers, Dae Kwon (Jung Woo (en)) se voit confier la mission de surveiller la famille d'un politicien placée en quarantaine pendant 24 heures. L'équipe s'installe dans la maison voisine et met en place des écoutes électroniques. Elle découvre l'un après l'autre les secrets de la famille.

## Fiche technique
- Titre original : 이웃사촌
- Titre international : Best Friend
- Réalisation : Lee Hwan-kyeong (en)
- Scénario : Lee Hwan-kyeong (en), Yoon Pil-Joon et Kim Young-Suk
- Production : Lim Min-seob
- Société de distribution : Little Big Pictures
- Pays d’origine :  Corée du Sud
- Langue originale : coréen
- Format : couleur
- Genre : Comédie dramatique
- Durée : 130 minutes
- Date de sortie :
  -  Corée du Sud : 6 novembre 2020
  -  Taïwan : 20 décembre 2020

## Distribution
- Jung Woo (en) : Dae-kwon
- Oh Dal-soo : Ui-sik
- Kim Hee-won (en) : Kim, le directeur général
- Kim Byeong-cheol (en) : Dong-sik
- Lee Yoo-bi (en) : Eun-jin
- Cho Hyeon-cheol : Young-cheol
- Kim Seon-kyeong : Young-ja
- Yeom Hye-ran : Yeosoo-daek
- Ji Seung-hyun (en) : Dong-hyeok
- Jeong Hee-Tae : Han, le secrétaire
- Kim Se-dong : Kim Se-dong
- Jeong Hyeon-joon (en) : Ye-joon
- Kim Dong-kyu : Joong-kwon
- Kim Ki-cheon : un policier
- Hwang Byeng-geog : le chef du bureau